# Yochlia bispinosa
Yochlia bispinosa är en insektsart som beskrevs av Nielson 1979. Yochlia bispinosa ingår i släktet Yochlia och familjen dvärgstritar. Inga underarter finns listade i Catalogue of Life.